# Resolutie 965 Veiligheidsraad Verenigde Naties
Resolutie 965 van de Veiligheidsraad van de Verenigde Naties werd unaniem  aangenomen op 30 november 1994. De resolutie verlengde het mandaat van de UNAMIR-vredesmacht in Rwanda met een half jaar en voegde er ook enkele nieuwe taken aan toe.

## Achtergrond
Vanaf de kolonisatie van Rwanda eind 19e eeuw gingen de Tutsi de veel talrijker Hutu overheersen. Nog voor de onafhankelijkheid brak etnisch geweld uit, waarbij de Hutu aan de macht kwamen en veel Tutsi het land ontvluchtten en niet meer mochten terugkeren. Daar richtten ze eind jaren tachtig het FPR op, dat in 1990 Rwanda binnen viel. Met westerse steun werden zij echter verdreven. Toch werden hieropvolgend vredesgesprekken aangeknoopt. Die leidden in 1993 tot het Vredesakkoord van Arusha.
Op 6 april 1994 kwamen de Rwandese en de Burundese president om het leven toen hun vliegtuig werd neergeschoten. Dat was het startsein voor Hutu-milities om op grote schaal Tutsi en gematigde Hutu te vermoorden. De UNAMIR-vredesmacht van de Verenigde Naties stond machteloos. De FPR ging opnieuw in de aanval en nam in juli de hoofdstad Kigali in. Hierop vluchtten veel Hutu naar Oost-Congo, wat die regio jarenlang destabiliseerde.

## Inhoud
De Veiligheidsraad had een rapport van secretaris-generaal Boutros Boutros-Ghali over de Rwandese vluchtelingenkampen ontvangen en benadrukte het belang van verzoening tussen alle delen van de Rwandese maatschappij. Verdere mensenrechtenschendingen moesten voorkomen worden en vluchtelingen moesten in veilige omstandigheden kunnen terugkeren. De vele landmijnen waren daarbij een probleem.
Het mandaat van de UNAMIR-vredesmacht werd verlengd tot 9 juni 1995. Deze missie moest vluchtelingen en humanitaire gebieden beschermen, de hulpverlening beveiligen en helpen met de nationale verzoening. Daar kwamen nu bij: het personeel van het Rwanda-tribunaal beveiligen en helpen met de oprichting en opleiding van een nieuwe Rwandese politiemacht.
De UNAMIR had haar radiobereik vergroot en kon nu ook de vluchtelingenkampen in de buurlanden bereiken. Secretaris-generaal Boutros-Ghali werd gevraagd een ontmijningsprogramma voor te bereiden.

## Verwante resoluties
- Resolutie 929 Veiligheidsraad Verenigde Naties
- Resolutie 935 Veiligheidsraad Verenigde Naties
- Resolutie 977 Veiligheidsraad Verenigde Naties (1995)
- Resolutie 978 Veiligheidsraad Verenigde Naties (1995)

Lijst ·  893 ·  894 ·  895 ·  896 ·  897 ·  898 ·  899 ·  900 ·  901 ·  902 ·  903 ·  904 ·  905 ·  906 ·  907 ·  908 ·  909 ·  910 ·  911 ·  912 ·  913 ·  914 ·  915 ·  916 ·  917 ·  918 ·  919 ·  920 ·  921 ·  922 ·  923 ·  924 ·  925 ·  926 ·  927 ·  928 ·  929 ·  930 ·  931 ·  932 ·  933 ·  934 ·  935 ·  936 ·  937 ·  938 ·  939 ·  940 ·  941 ·  942 ·  943 ·  944 ·  945 ·  946 ·  947 ·  948 ·  949 ·  950 ·  951 ·  952 ·  953 ·  954 ·  955 ·  956 ·  957 ·  958 ·  959 ·  960 ·  961 ·  962 ·  963 ·  964 ·  965 ·  966 ·  967 ·  968 ·  969